# Virgen del Paso
La Virgen del Paso es la advocación de la Virgen de los Milagros de Caacupé, venerada en la ciudad de Itapé, departamento de Guairá, Paraguay.

## Leyenda
El 16 de diciembre de 1954, la ciudad de Itapé esperaba la visita de la imagen de la Virgen de Caacupé.
El día 18 de diciembre llegó la virgen al pueblo de Itapé, proveniente de Villarrica (a 17 kilómetros). En ese trayecto los peregrinos debían cruzar un río, que se encontraba con las aguas bajas por tener poco caudal. El lugar del cruce se denomina Paso Tuya. Al hacer este cruce la capa de la virgen rozó las aguas. Una de las peregrinas mojó a su hijo enfermo con agua debido al calor, y al parecer luego de esto su hijo sanó. Es por ello que se cree que el agua del río está bendecida. Los tres días que permaneció en el pueblo la Imagen Sagrada, fueron de penitencia y de perdón, ya que los habitantes del pueblo se confesaron y tomaron la comunión.
Con el tiempo, las personas comenzaron a peregrinar al Paso Tuya, donde se hacían ceremonias y se rezaba al considerarlo un lugar milagroso.
FIESTA DE LA VIRGEN DEL PASO DE ITAPÉ
Fe y cultura popular se mezclan en la mayor fiesta religiosa que celebran en el pequeño pueblo de Itapé, departamento del Guairá, en diciembre. Miles de peregrinos caminan bajo el ardiente sol de verano para cumplir la promesa de llegar a pie junto a la Virgen del Paso, que tiene su oratorio a orillas del río Tebicuarymí. Escenas de devoción, alegría y comercio retratan el alma de esta tradición de medio siglo.
Abogada de los desahuciados, afligidos y desocupados, la Virgen María es la protagonista principal de la celebración que anualmente, en diciembre, convoca a muchos fieles. Son los que vienen a pagar las promesas por favores concedidos o simplemente a renovar pedidos de ayuda celestial.
Los orígenes de esta tradición, que otorga a Itapé el título de “Capital Espiritual del Guairá”, se remontan al año 1954, cuando la Virgen de Caacupé llegó a la localidad y cruzó en canoa el río Tebicuarymí, por el sitio conocido como  Paso Tuyá, antigua forma de llegar al pueblo desde Asunción antes de que se habiliten los caminos, y produjo un milagro. “Yo tenía 14 años cuando la imagen de la Virgen de Caacupé vino a Itapé y cruzó por ahí y demostró su poder divino”, dice el padre Severiano Nelson Vega, oriundo del lugar.
Explica el religioso jubilado que el día 18 de diciembre los pobladores se juntaron para recibir a la santa y en la ocasión, los padres de una beba recién nacida con delicado estado de salud rogaron un milagro que no tardó en cumplirse. “Don Ricardo Garay tenía a su hija de 15 días, María Elena Garay, muy enferma. Los médicos le habían detectado quiste en los pulmones y le dijeron que se encomiende a su santo, porque no había muchas esperanzas de sanación. Y durante la sagrada visita, el afligido padre pidió la intercesión de la Virgen de Caacupé y prometió que si su hijita se curaba, él iba a construir un oratorio en el sitio por donde la imagen cruzó. Le operaron a María Elena y todo salió bien. Se curó. Pero don Ricardo se olvidó de cumplir su promesa y de nuevo le apareció el problema a la hija. Ahí fue que su esposa, Teresa Argüello, le recordó la promesa hecha. Y enseguida levantaron el oratorio que está a orillas del río y definitivamente el mal desapareció”, detalla el padre Vega.
Hoy, a 55 años de aquel episodio divino, la celebración de la Virgen del Paso es un acontecimiento que se traduce en fidelidad y dedicación que mueve a miles de hombres y mujeres. En la víspera, desde la madrugada del día 17, hay filas de devotos que caminan por los polvorientos caminos, sin importar los rigores del ardiente sol de verano. Los 17 kilómetros que separan Villarrica de Itapé son completados por los promeseros en un promedio de tres horas. “Vine a pie, caminando 27 kilómetros, porque me encomendé a la Virgen y este año todo me fue bien”, cuenta Milciades Duarte, paraguayo radicado en San Miguel, Provincia de Buenos Aires. Se unió a algunos familiares y vecinos para salir a las 5:20 desde Itaybú, compañía de Villarrica, y antes de las once de la mañana se presentó en el oratorio a decir sus plegarias. Su hermano Ever Duarte, unos primos que promedian los 26 años, son parte del grupo. También Ever Doldán Flores, quien vuelve en una década a Itapé, por segunda vez. “Yo le pido (a la Virgen del Paso) que siempre me bendiga a mí y a mi familia”, dice con marcada tonada porteña.
Con quepís, anteojos de sol, ropa de mangas largas para protegerse del sol, y provista con equipo de tereré llega Ángela Miranda junto a la santa milagrosa. “Cada año vengo el día antes y me quedo hasta oír la misa central y participar de la procesión. Esta vez me hizo el milagro de conseguir un buen empleo”. La chica de 25 años viene de Caacupé y no tiene problemas en acomodarse bajo los árboles para pasar la noche entre el gentío.
En la escalera del Santuario Natural de la Virgen del Paso que nunca se inunda a pesar de las grandes crecientes del río ahora no hay espacio para un alma más. Está repleta de personas orando, y en el interior, por turno, acceden los que desean encender velas y rezar en respetado silencio. La fiesta religiosa convoca a paraguayos radicados en Buenos Aires, Corrientes, Formosa y distintos lugares de la Argentina. Últimamente aparecen algunos españoles que hacen pareja con compatriotas que emigraron al Viejo Mundo.
Cerca del mediodía, Itapé es un hervidero de gente. A los costados de las calles cercanas al oratorio se colocan los puestos de venta que son alquilados por la Municipalidad. Hay quejas de los propietarios de las casas por la utilización de los espacios frontales, y Juan Castor Sanabria, el jefe comunal, trata de calmar los ánimos para evitar que la fiesta se empañe. En casillas improvisadas, armadas con tacuara y techos de plásticos y lonas, se instalan vendedores de artesanía, bisutería, imágenes de barro, velas, helados, golosinas, artículos de recuerdos con inscripciones alusivas y comidas ligeras. “Son 115 locales que pagan a la Municipalidad los cánones correspondientes. Se les cobra 20.000 guaraníes a los lugareños y 30.000 a los que vienen de afuera. Esto representa la posibilidad de trabajo para mucha gente pobre. Venden de todo, ensaladas de frutas, pantallas, remeras. Un montón de cosas”, detalla el intendente colorado, Sanabria.
El que prefiere ambular a sus anchas las polvorientas calles en busca de clientes es Andrés Benítez. El hombre de 49 años trae de Ciudad del Este un lote de figuras hechas en plástico luminoso de San Judas Tadeo y María Auxiliadora que comercia a 10 000 guaraníes cada una. “Ya vendí una partida, cuarenta por ahí, pero en Caacupé vendí más”, dice y sigue camino.
Elida Ortega es caacupeña y lleva 18 años dedicada a recorrer lugares donde se celebran función patronal. Tomó la posta de su madre, Melania Nolberta Ortega, en la comercialización de suvenires, juegos de pesebre y santos de masilla. En su tienda se ofertan remeras para bebés, niños y adultos con la estampa de la Virgen y la leyenda “Recuerdo de Itapé”. Su hijo, Oscar Daniel Cáceres, forma parte de la comitiva familiar que se traslada la noche anterior a la víspera para tomar la mejor ubicación.
En pleno diciembre, los vendedores de hielo hacen su agosto. El calor de alto grado obliga a la ingestión de abundantes líquidos y no son pocos los que ofertan refrescos, jugos y helados. Y muchos aprovechan las aguas del Tebicuarymí para darse un refrescante chapuzón. Una flota de botes aguarda ocasionales pasajeros para un aireado paseo por el río, previo pago de 2.000 guaraníes. Impacientes, los niños se embelesan por los caballitos de madera mientras aguardan el horario en que empieza a girar la calesita. Otros se ilusionan con ganar algo entre los tentadores billetes de diez, veinte, cincuenta y cien mil guaraníes que rodean los números del juego de dados que invita Robustiano Rolón González. Con extraña habilidad, el hombre de 60 años convence a los incautos que abonan 5.000 guaraníes para probar la suerte lanzando 12 dados. Y ni por milagro de la Virgen salen los números ganadores.
Al caer la tarde empieza a funcionar la romería con sus atracciones y al oscurecer arrancan las corridas en la Plaza de Toros de los Hermanos González. A la noche, la cantidad de devotos es inmensa. Como pueden se acomodan en los alrededores para dormir en la intemperie con la misión de aguardar la tempranera misa central que el día 18 da fin a la celebración religiosa que año tras año se acrecienta en Itapé y gana notoriedad.

## Construcción del monumento
Considerando que muchas personas del pueblo y de otros lugares acudían al Paso, en memoria del cruce por él de la Virgen en fecha conocida, los señores Francisco Antonio Molas y Juan Esteban Alfonso Molas consultaron entre sí sobre lo que se podía hacer en este lugar para que las visitas se hicieran con mayor devoción. Pensaron colocar un gran tablero con la inscripción:  Por este lugar pasó la Virgen de Caacupé 
El señor Juan E. Alfonso opinó que se lo reemplazara con una gran cruz. Para el efecto reunió a la comisión del Barrio de la Inmaculada Concepción, en cuya jurisdicción se halla el  Paso de la Virgen . De inmediato elevaron una nota al señor Cura Párroco, solicitando la realización del deseo expresado. El padre Arzamendia aceptó la proposición, confirmándolo con su firma y sello. Al mismo tiempo expidió una nota a la Comisión del Barrio en que autorizaba que se pidiera contribución para sufragar los gastos de la erección del monumento.
Adquiridos los medios materiales para llevar a efecto la obra, se buscó el técnico que la dirigiera, ofreciéndose voluntariamente el señor César Alfonso Ramos. En poco tiempo, la obra estuvo terminada, estimulando una vez más la fe del vecindario y de la caravana de peregrinantes que ya por entonces afluían al lugar. El 8 de diciembre de 1955 se bendijo el lugar. Así comenzó la historia de la Virgen del paso, como la denominó Monseñor Dr. Agustín Rodríguez, y con este nombre se la venera.

## Milagro del cardumen de peces
En marzo de 1956 se comentaba en el Paso de la Virgen  entre varios vecinos del pueblo y otros peregrinantes, la enorme escasez de carne en la comarca, en esos días. El tema había sido materia de general preocupación, pues los vecinos se trasladaban de un punto a otro, inútilmente, en busca de alimento. El día 7 de marzo se escuchó un ruido bajo el agua, sin que en la superficie de la misma se descubriera el motivo causante del extraño ruido. Mas un rato después se pudo constatar que la superficie del agua del río, en la parte que da al frente del monumento, estaba cubierto de millares de peces. Se atribuyó este hecho a un milagro concedido por la Virgen, pues ya había pasado en mucho la época del viaje de los peces en cardumen.

## La nueva imagen
El señor Diego León, vecino de la ciudad de Asunción y esposo de doña Concepción Garay, oriunda de Itapé, se había propuesto proveer a la sustitución de la Estampa de la Virgen que se veneraba en el Paso de la Virgen, por una imagen de la misma.
El público de Itapé aguardaba la llegada de la estatua representativa de la Virgen. El 15 de diciembre de 1957, hacia el mediodía llegaría la Sagrada Imagen adquirida en Asunción. El pueblo de Itapé, con sus compañías, se volcó en las calles del pueblo. El camino por donde debía pasar la Virgen se cubrió de adornos, coronas de rosas y jazmines, arcos y guirnaldas, así como carteles alusivos. Esos preparativos se extendieron desde el arroyo Quiñónez, distante 7 km de Itapé y limítrofe de la jurisdicción de Coronel Martínez. Allí aguardaba el pueblo, a pie, a caballo y en carretas.
La imagen había sido bendecida solemnemente en la Iglesia de Caacupé, por el cura del Santuario de la Virgen de los Milagros. Llegada la sagrada imagen, a orillas del arroyo Quiñónez, en brazos de la señora Concepción Garay de León, el pueblo se postró en tierra, entonando el himno de la Virgen de Caacupé. Luego de reposar un rato en la casa del Sr. Ernesto Alfonso, fueron solemnemente conducidas hasta el Paso de la Virgen la Estampa y la Imagen,escoltadas por una caballería de más de 300 hombres, que venía acompañando a la Virgen desde el arroyo
Quiñónez.

## Actualidad
Actualmente, aquel lugar pantanoso se ha convertido en un parque, el Santuario Natural de la Virgen del Paso, un predio de 2 hectáreas aproximadamente. Dista a 800 metros del centro del pueblo. En el 2004, con motivo de la celebración del cincuentenario de la devoción a la virgen, el santuario fue elevado a la categoría de Santuario Diocesano.